# بوكي كوفنغتون
بوكي كوفنغتون (بالإنجليزية: Bucky Covington)‏ هو كاتب أغاني ومغني أمريكي، ولد في 8 نوفمبر 1977 في لورينبرغ في الولايات المتحدة.

## وصلات خارجية
- الموقع الرسمي
- بوكي كوفنغتون على موقع IMDb (الإنجليزية)
- بوكي كوفنغتون على موقع ميوزك برينز (الإنجليزية)
- بوكي كوفنغتون على موقع أول موفي (الإنجليزية)
- بوكي كوفنغتون على موقع أول ميوزيك (الإنجليزية)
- بوكي كوفنغتون على موقع ديسكوغز (الإنجليزية)
- بوكي كوفنغتون على موقع كينوبويسك (الروسية)